# Cómo Obélix se cayó en la marmita del druida cuando era pequeño
Cómo Obélix se cayó en la marmita del druida cuando era pequeño (Comment Obélix est tombé dans la marmite du druide quand il était petit, 1989) es un libro suplementario de las historietas de Astérix el Galo de René Goscinny y Albert Uderzo. Es más bien un cuento que una historieta en la que se relata, mediante la alternancia de texto y dibujos de una página entera, el momento en el que Obélix cayó a la marmita de Panorámix. Se publicó en Francia en 1989 y en España en 1994. No tiene numeración de páginas.

## Argumento
Astérix comienza hablando de su niñez, de sus padres, de la escuela y de sus amigos, entre los que se encuentran Asurancetúrix (quien ya había encontrado su devoción por el canto y la lira), Esautomátix, Ordenalfabétix y Obélix, pero a este último siempre le decían que era una niña y un gordinflón, y Astérix tenía que defenderle. En este momento es cuando se formaban las famosas peleas que ocupan muchos momentos de la historia, pero no eran originadas por el pescado maloliente de Ordenalfabétix, sino por defender Astérix a Obélix.
Los niños también estaban acostumbrados a los ataques romanos, ya que era día de fiesta y todos sus padres, comandados por un todavía joven Abraracúrcix, salían al combate. Y en un momento de despiste en una batalla, Astérix lleva a Obélix a beber de la poción para por fin poder pegar en condiciones a sus compañeros. Y Obélix, se resbala y cae de golpe en la marmita, siendo sacado por Panorámix diciendo que es un prodigio, ya que se había bebido casi toda la marmita.